# Rosa sempervirens
El rosal silvestre  (Rosa sempervirens) es un arbusto de la familia de las rosáceas.

## Descripción
Arbusto espinoso de hasta 5 m de altura, con tallos trepadores o rastreros. Hojas persistentes, divididas en un número impar de foliolos; foliolos con el margen aserrado, coriáceos. Flores hermafroditas, pediceladas, solitarias o en grupos de dos a nueve; con los pedicelos cubiertos de glandulitas con pie; cinco sépalos enteros, rara vez con algún lóbulo; cinco pétalos blancos, de 10 a 30 mm; numerosos estambres; pistilo con ovario ínfero y numerosos estilos soldados en una columna alargada. Fruto carnoso, tipo cinorrodón, rojo, con más de un huesecillo. Florece en primavera y fructifica en otoño.

## Hábitat
En el sotobosque del encinar, alcornocal y quejigal. En riberas de los ríos, en laderas.

## Distribución
En el Mediterráneo, escasea en el oeste.

## Galeria

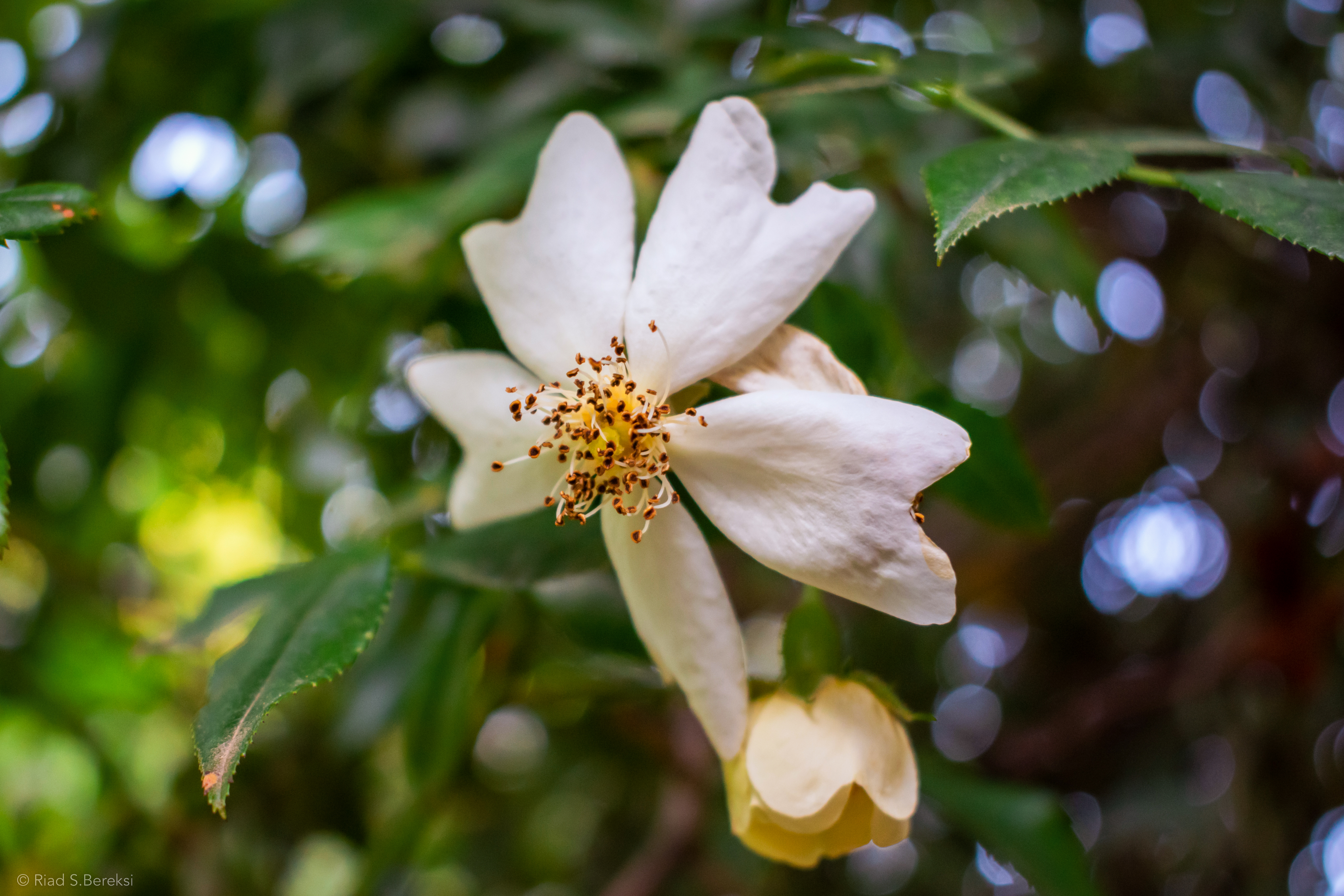
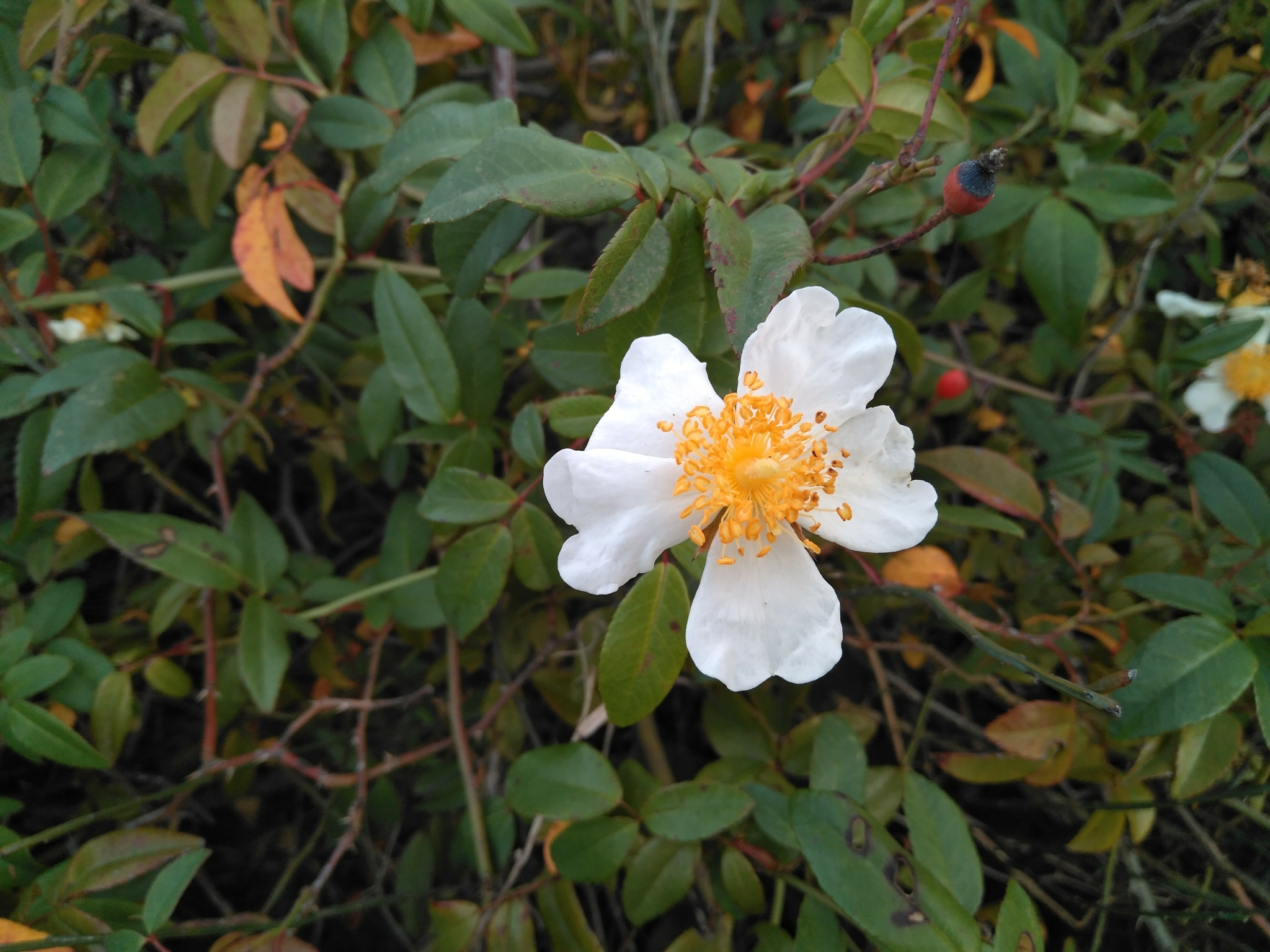
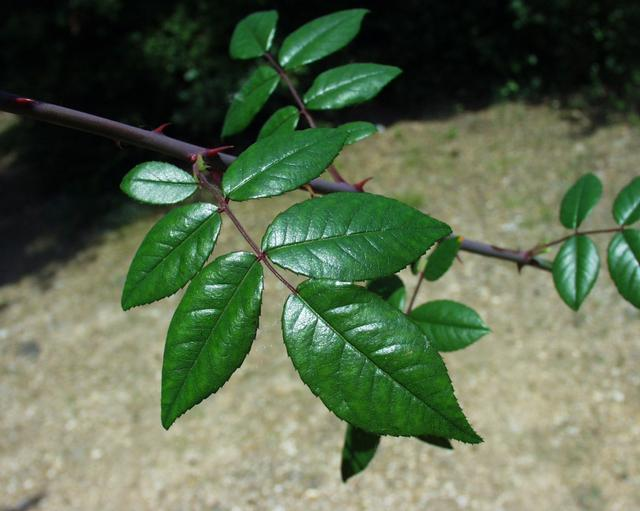
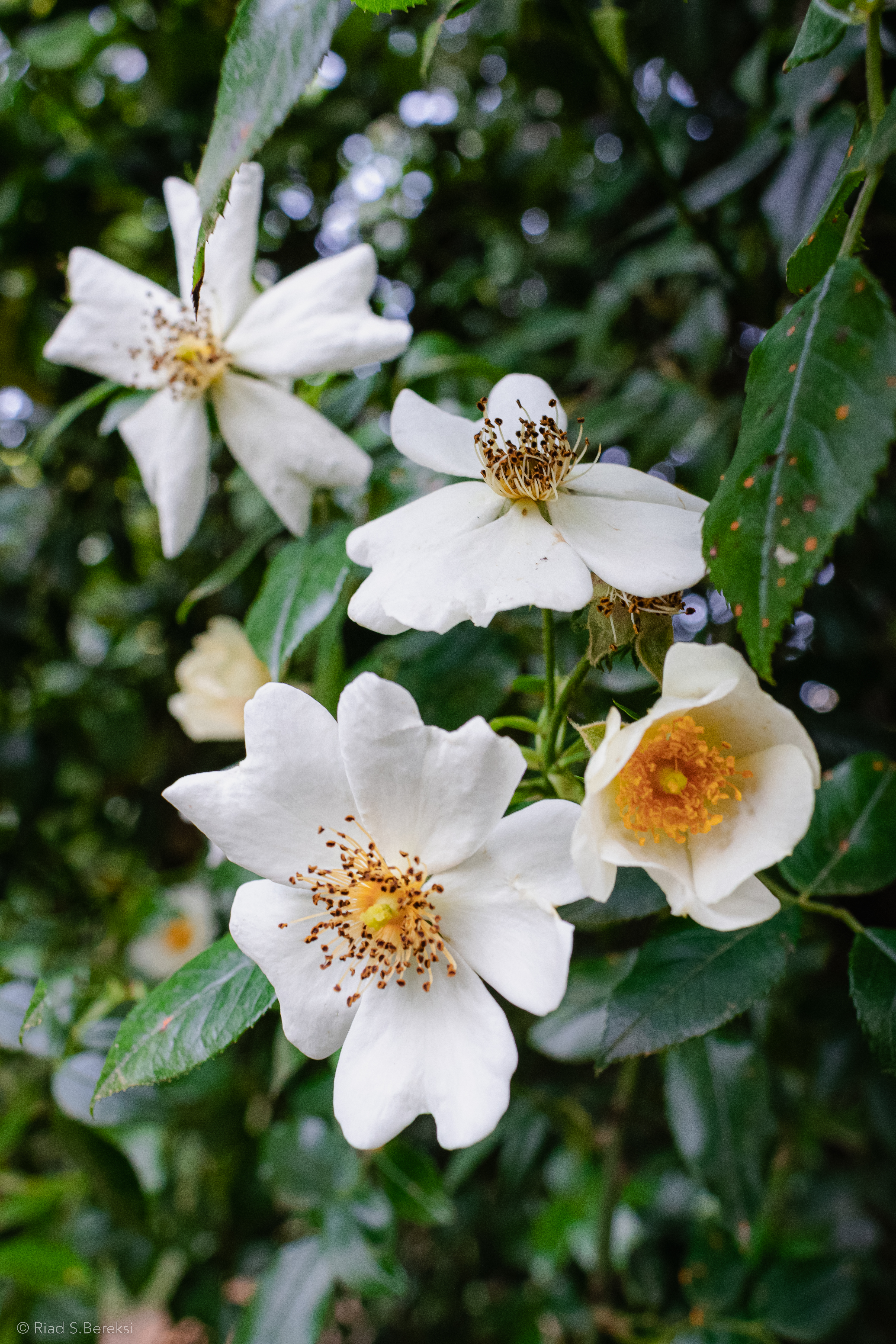